# Přílivová elektrárna

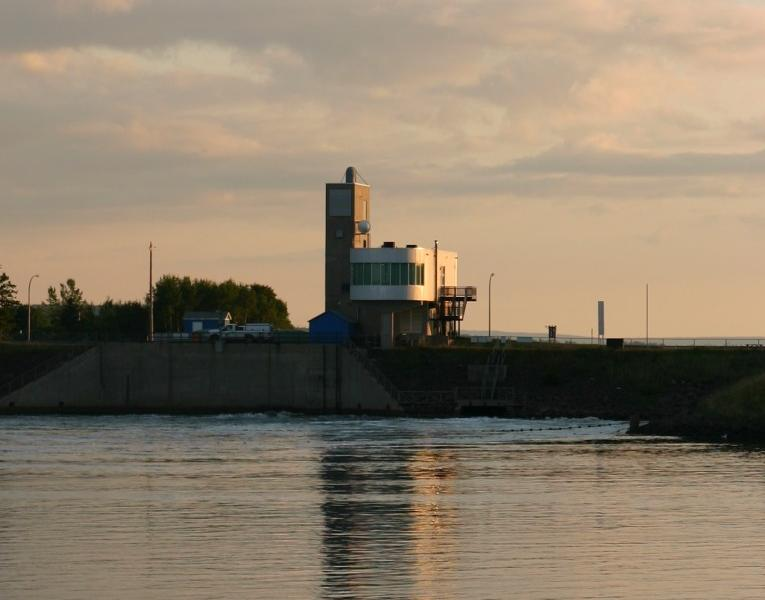
Přílivová elektrárna Annapolis Royal v Novém Skotsku (Kanada)

Přílivová elektrárna je vodní elektrárna, která pro roztočení turbín využívá periodického opakování přílivu a odlivu moře, které jsou způsobeny gravitačním působením vesmírných těles, zejména Měsíce. Přílivové elektrárny zároveň mohou fungovat i jako přečerpávací elektrárny.[zdroj?]
V současné době nejsou přílivové elektrárny masově využívány. Díky současnému (2012) rozmachu obnovitelných zdrojů energie se dá očekávat jejich rozvoj, jejich celkový přínos však zůstane velmi malý, protože existuje jen omezený počet míst, kde je lze stavět. Jejich výhodou je, že příliv a odliv jsou lépe předpověditelné než např. chování větru nebo svit slunce; na druhou stranu se produkce jejich energie nedá regulovat.[zdroj?]

## Fungující elektrárny
První přílivová elektrárna byla postavena v roce 1913 v Anglii v hrabství Cheshire, která nesla jméno Dee Hydro Station. První významná přílivová elektrárna byla spuštěna v roce 1966 ve Francii na řece Rance v oblasti Bretaně. V současné době ji provozuje Électricité de France, má špičkový výkon 240 MW a skládá se z 24 turbín.
Stavba přílivových elektráren je možná pouze v některých vhodných oblastech, kde je vysoký rozdíl mezi přílivem a odlivem. Příkladem je funkční přehrada při ústí řeky Rance ve Francii. V současnosti se u jejich stavby poukazuje i na značné ekologické dopady na okolí, jelikož zabraňují přirozenému vodnímu proudění a transportu horninových částí, dále znemožňují migraci biosféry a vytýkají se jim i negativní estetické dopady na krajinu.

## Projekty
V minulosti existoval ambiciózní projekt v Sovětském svazu na přehrazení úžiny mezi poloostrovem Kola a kontinentální Asií, kde měly být postaveny dvě přílivové elektrárny. Tento projekt nebyl realizován.
V současné době existuje několik rozjednaných projektů na stavbu rozsáhlých přílivových elektráren, především v Jižní Koreji a dále například v indickém státu Gudžarát a na dalších místech. Jednou z oblastí, které se o energii přílivu zajímají je také Skotsko. Podle rozhodnutí skotské vlády z března 2011 má být první elektrárna o výkonu 10 MW dodávaném 10 turbínami postavených na mořském dně vzniknout v sousedství ostrova Islay. O stavbě obrovské vodní elektrárny u ústí řeky Severn se diskutuje rovněž v Británii (Severn Barrage). Podobnými projekty se intenzivně zabývají také Kanada a USA.